# دواء الندوب
المندب أو دواء الندوب (بالإنجليزية: Cicatrizant)‏ هو الدواء الذي يساعد في الشفاء عن طريق تكوين نسيج ندبة.
الاسم الإنكليزي (Cicatrizant) مشتق من الكلمة (cicatrix) والتي تعني ندبة.